# Muraenolepis evseenkoi
Muraenolepis evseenkoi är en fiskart som beskrevs av Arkadii Vladimirovich Balushkin och Prirodina 2010. Muraenolepis evseenkoi ingår i släktet Muraenolepis och familjen Muraenolepididae. Inga underarter finns listade i Catalogue of Life.